# Pilsko

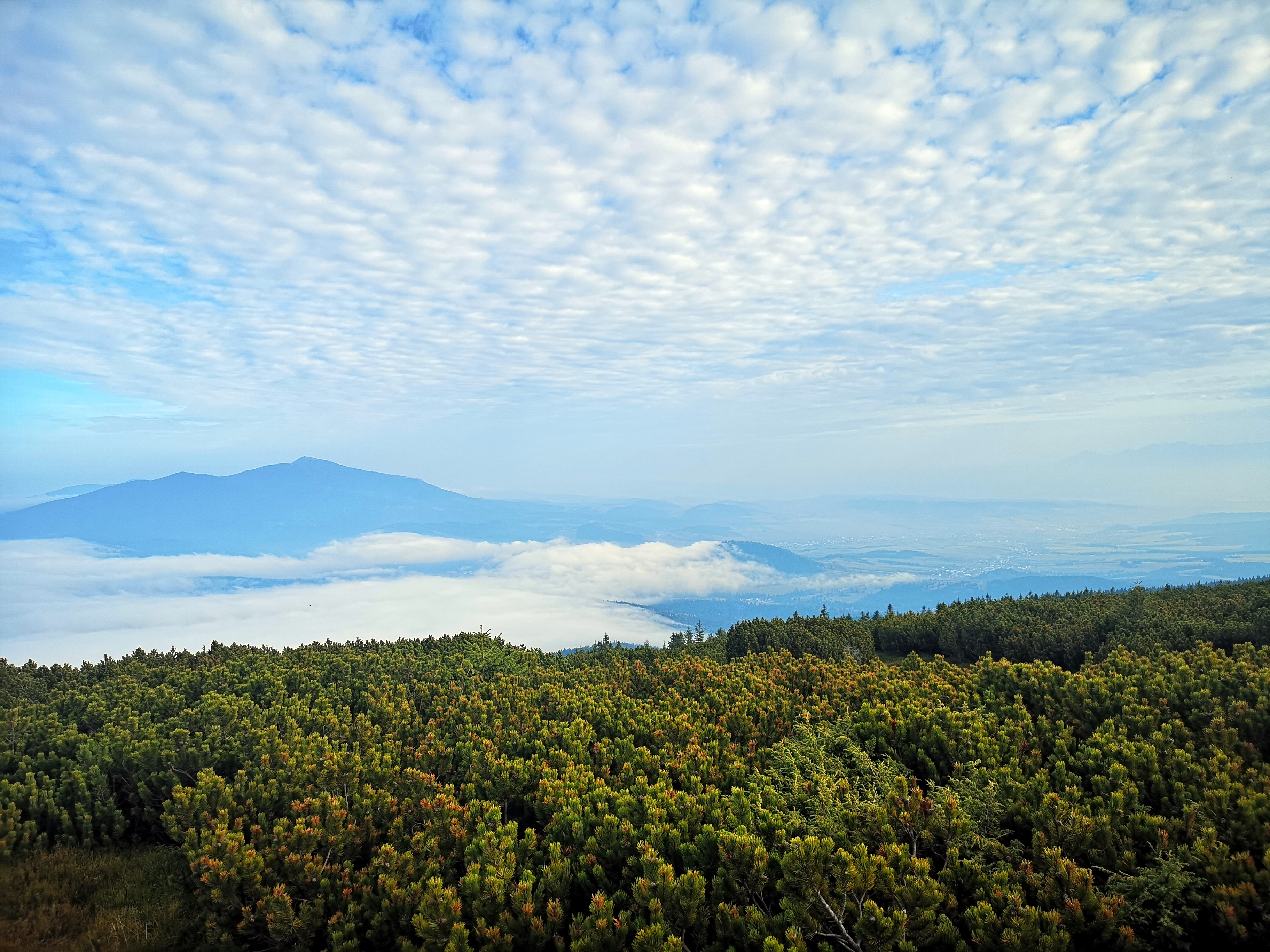
Na szczycie Pilska (2018)

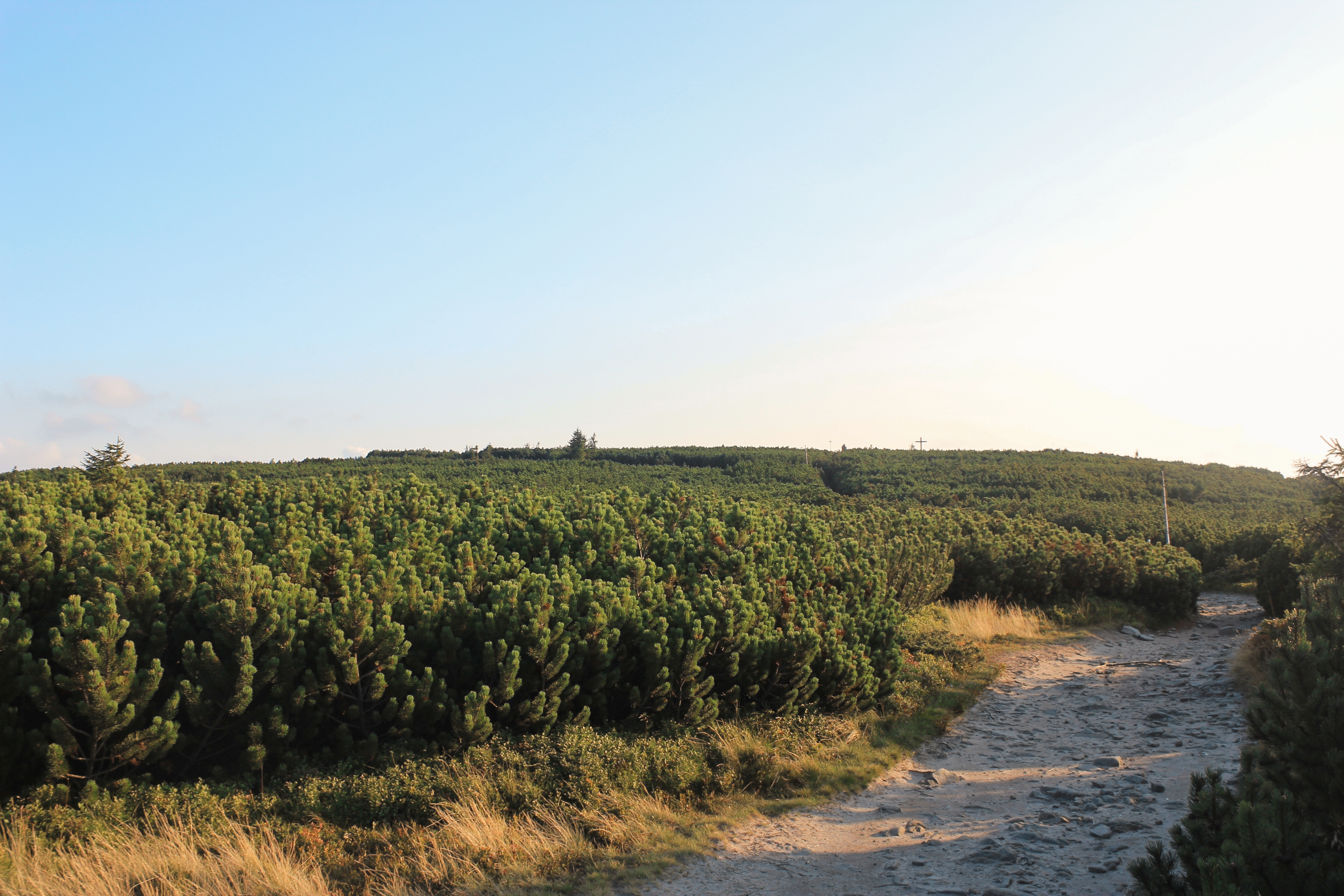
Płaski i rozległy szczyt Pilska

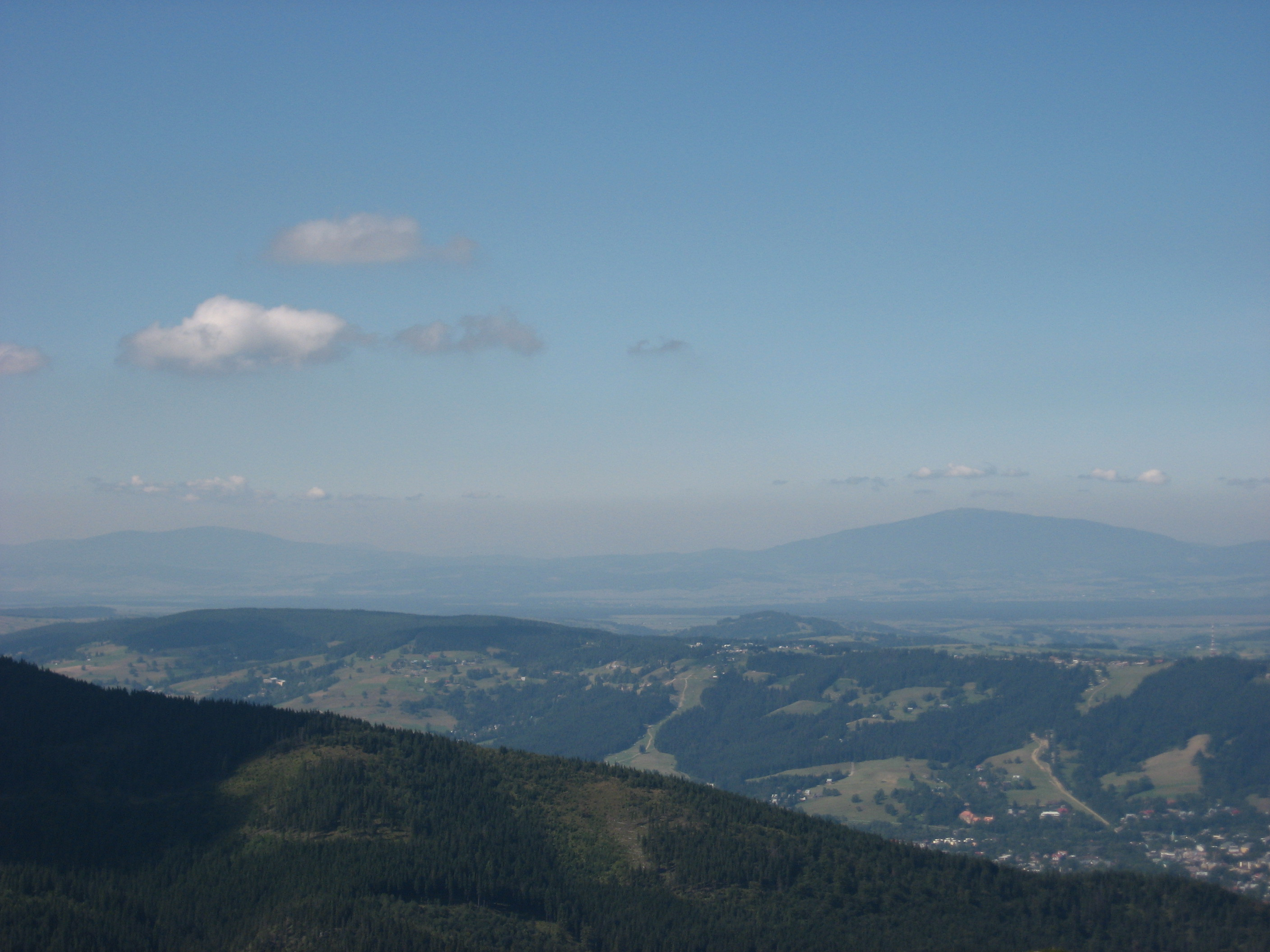
Pilsko i Babia Góra, widok z Tatr

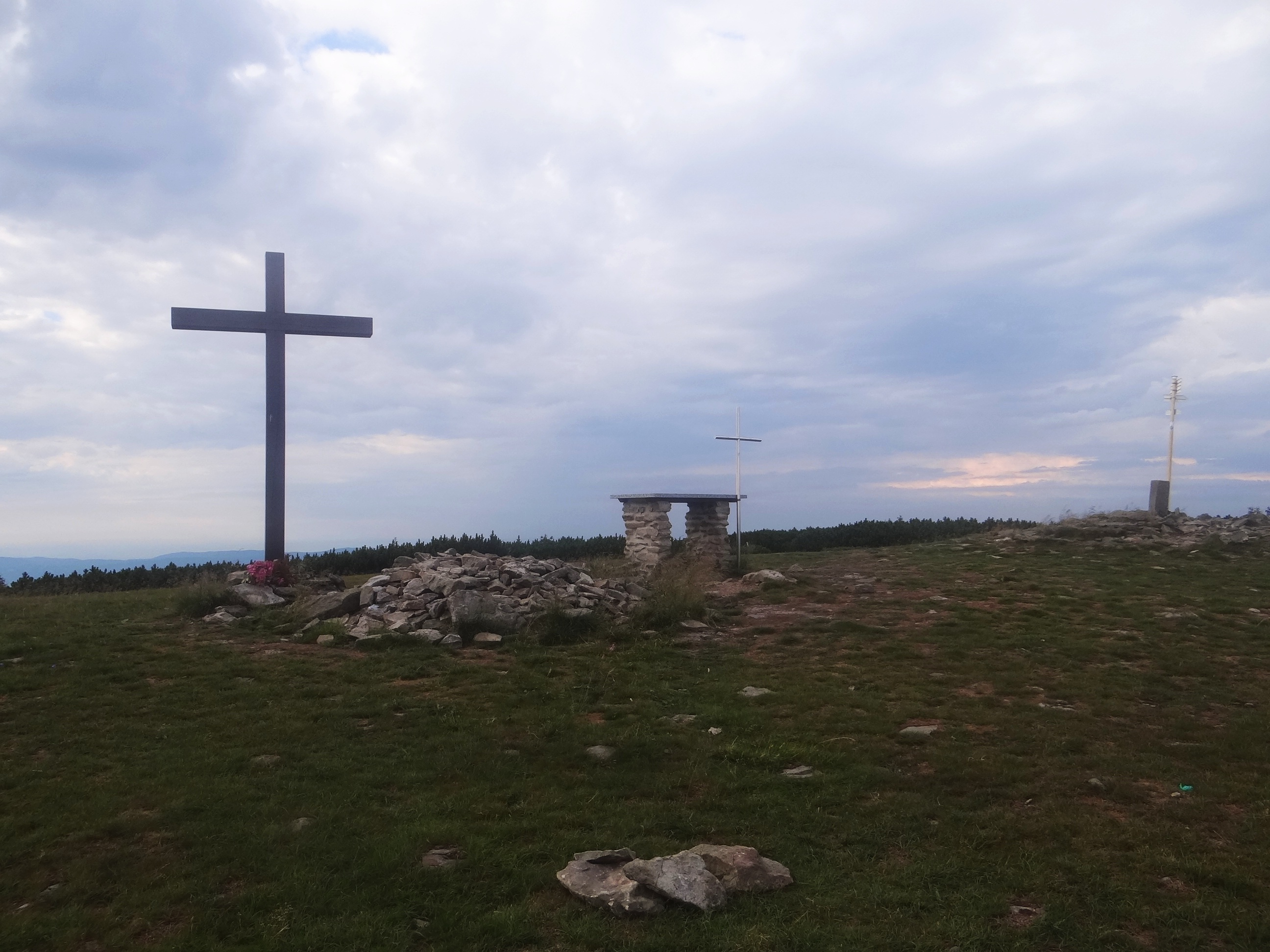
Na szczycie Pilska (2012 r.)

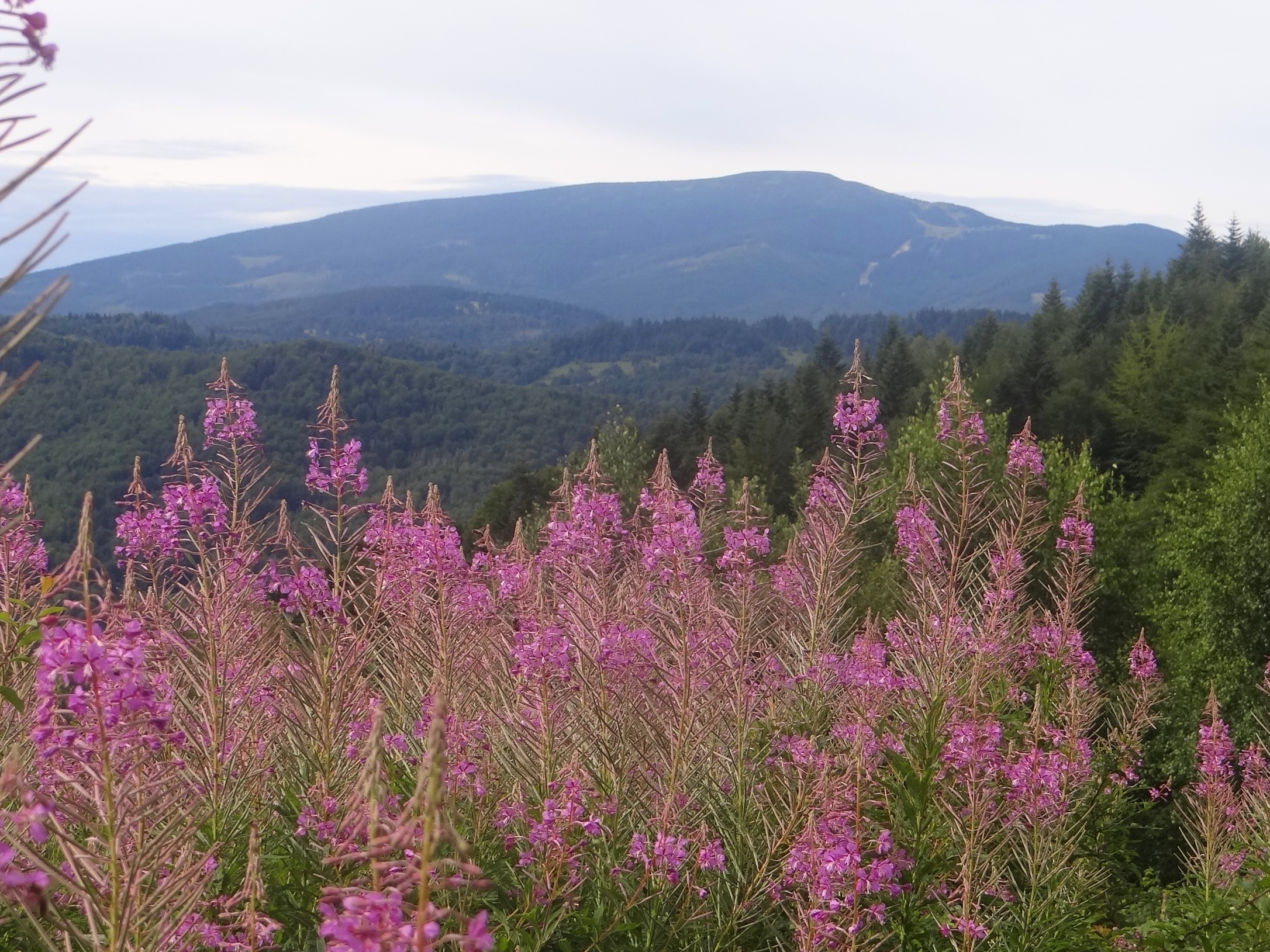
Pilsko z Góry Mrowców

Pilsko (słow. Pilsko) – szczyt w Grupie Pilska w Beskidzie Żywiecko-Orawskim. Często nazwą Pilsko obejmuje się nie tylko jego główną kulminację (1557 m), w całości leżącą po stronie słowackiej, ale również cały masyw. Według słowackiej regionalizacji są to Beskidy Orawskie (Oravské Beskydy).
Jest drugim po Babiej Górze co do wysokości szczytem w Beskidzie Żywiecko-Orawskim.

## Topografia
Przez grzbiet Pilska przebiega granica polsko-słowacka oraz Wielki Europejski Dział Wodny oddzielający zlewnię Morza Bałtyckiego od Morza Czarnego. Właściwy szczyt masywu (Pilsko 1557 m) nie znajduje się jednak w tym grzbiecie, lecz w jego bocznej odnodze, która poprzez przełęcz Mechy, szczyt Mechy i dalsze wierzchołki opada w południowym kierunku do Kotliny Orawskiej na Słowacji. W grzbiecie wododziałowym i zarazem na granicy polsko-słowackiej znajduje się natomiast niższy wierzchołek – Góra Pięciu Kopców (1543 m), położony około 400 m na północ od głównego wierzchołka.
Szczyt Pilska przewyższa o 200–300 metrów okoliczne wierzchołki, wznosząc się około 1000 metrów ponad otaczającymi dolinami. Polskie stoki znajdują się w granicach wsi Korbielów w województwie śląskim, w powiecie żywieckim, w gminie Jeleśnia.

## Nazwa
Istnieje kilka teorii dotyczących pochodzenia nazwy Pilsko. Może ona pochodzić od dawnej, pojawiającej się w XVIII-wiecznych dokumentach nazwy podszczytowej hali Pielsko, ta zaś od nazwiska właściciela, Piela. Może też pochodzić od dawnego określenia miejsca „piłowania”, czyli pozyskiwania drewna. Ludowy przekaz wiąże nazwę z „opijaniem się” orawskich zbójników, którzy mieli zbierać się na szczycie. Taką wersję podaje wójt Żywca A. Komoniecki w swoim Dziejopisie żywieckim. Po raz pierwszy w druku nazwę Pilsko podaje w 1721 r. ks. Gabriel Rzączyński, autor dzieła Historia Naturalis Curiosa Regni Poloniae... Był on także pierwszym odnotowanym zdobywcą szczytu. Aleksy Siemionow zaś uważa, że nazwa Pilsko jest zniekształceniem słowackiej nazwy Polski (Poľsko).

## Opis szczytu
Kopuła szczytowa Pilska jest płaska i rozległa. Zbudowana jest z piaskowców magurskich. W górnych partiach występuje naturalnego pochodzenia kosodrzewina, stanowiąca w tym masywie najwyższe piętro roślinności. Szczyt porośnięty jest kępami kosodrzewiny i trawą, oraz pokryty rumoszem skalnym. Na najwyższej kulminacji, po stronie słowackiej, znajduje się ołtarz polowy i krzyż ustawione przez mieszkańców orawskiej wsi Mutne (Słowacja). Corocznie w lipcu proboszcz z Mutnego odprawia tam mszę świętą. Na północno-wschodnim zboczu Góry Pięciu Kopców, przy żółtym szlaku, znajduje się krzyż upamiętniający jedną z pierwszych ofiar kampanii wrześniowej, poległego w tym miejscu 1 września 1939 roku żołnierza Basika.

## Przyroda
Pilsko objęte jest od 1971 roku (rezerwat przyrody Pilsko) po stronie polskiej na niewielkim obszarze (105,21 ha) ochroną rezerwatową, po stronie słowackiej ustanowiony w 1967 roku rezerwat obejmuje 809 ha.
Interesującymi przedstawicielami flory na Hali pod Kopcem (Hali Słowikowej) są między innymi: knieć górska, rzeżucha łąkowa, tojad mocny, urdzik karpacki, pięciornik złoty. Na Hali Miziowej występują między innymi: wełnianki, ostrożeń błotny, borówka brusznica. Najcenniejszymi zaś przedstawicielami roślinności hal są niebielistka trwała, czosnek syberyjski i pełnik alpejski, tworzące wyjątkowe w skali Polski zbiorowisko na Hali Cebulowej. W zaroślach kosodrzewiny rosną borówka czarna, podbiałek alpejski, czosnek siatkowaty, widlicz alpejski, szarota drobna i marchwica pospolita. Poza tym z rzadkich w Karpatach gatunków roślin występuje m.in. modrzewnica zwyczajna, wierzbownica zwieszona oraz rzadkie w całej Polsce wyblin jednolistny i turzyca skąpokwiatowa.

## Turystyka i narciarstwo
Szczyt jest popularnym miejscem widokowym, z szeroką panoramą na Beskidy Zachodnie, Tatry, góry Słowacji, a przy doskonałej widoczności także na wschodnie szczyty Sudetów. Północne stoki masywu Pilska są popularne zimą wśród narciarzy. Na stokach opadających w stronę Korbielowa zimą działają m.in. dwa ośrodki narciarskie:
- jeden z większych ośrodków w Polsce, Ośrodek Narciarski Pilsko w Korbielowie, najwyżej – poza Kasprowym Wierchem – położony ośrodek narciarski w Polsce, z 9 wyciągami oraz 1 koleją krzesełkową (z Korbielowa Kamiennej na Halę Szczawiny) i prawie 20 km tras narciarskich
- ośrodek Kolej Baba w Korbielowie Kamiennej, tuż przy dolnej stacji ośrodka Pilsko, również z 1 koleją krzesełkową.

Wyciągi orczykowe i trasy zjazdowe wybudowano na przełomie lat 80 i 90, w tym celu wycięto 10,5 hektarów lasów oraz 0,25 hektara kosodrzewiny. Przeciwko dewastacji przyrody na Pilsku protestowało w latach 90. kilka organizacji pozarządowych, między innymi Pracownia na rzecz Wszystkich Istot, Liga Ochrony Przyrody, Polski Klub Ekologiczny, kilka organizacji czeskich i słowackich, organizacje te założyły koalicję na rzecz Pilska. Efektem tych działań było uzyskanie wyroku Naczelnego Sądu Administracyjnego nakazującego rozebranie nielegalnych wyciągów nr 8 i 9 do końca 2005 r. oraz wykonanie ekspertyzy naukowej, która wprowadziła ograniczenia w użytkowaniu tras i wyciągów (zakaz jeżdżenia po kosodrzewinie i na terenie rezerwatu ścisłego po stronie słowackiej, użytkowanie tras zależne od grubości pokrywy śnieżnej).
U podnóża kopuły szczytowej (ok. 1270 m) na Hali Miziowej znajduje się schronisko PTTK oraz węzeł szlaków turystycznych.
Rozległa kopuła szczytowa Pilska podczas złej widoczności jest mylna orientacyjnie. Zimą 1980 we mgle zagubiła się na niej grupa uczniów klasy sportowej w wieku 12 do 17 lat z trenerem, troje zmarło z wyczerpania.

## Szlaki turystyczne
Większość szlaków prowadzi na Górę Pięciu Kopców:
 Korbielów – Hala Miziowa – Góra Pięciu Kopców
 Hala Miziowa – Góra Pięciu Kopców
 graniczny szlak przełęcz Glinne – Góra Pięciu Kopców – Trzy Kopce; z Góry Pięciu Kopców 400 m na szczyt Pilska
 Góra Pięciu Kopców – Pilsko – Mechy – Orawskie Wesele (Oravské Veselé)